# Parymenopus davisoni
Parymenopus davisoni är en bönsyrseart som beskrevs av Wood-mason 1890. Parymenopus davisoni ingår i släktet Parymenopus och familjen Hymenopodidae. Inga underarter finns listade i Catalogue of Life.